# Hàng Gòn
Hàng Gòn is een xã in het district Long Khánh, een van de districten van de Vietnamese provincie Đồng Nai. Dit gedeelte van Vietnam wordt ook wel Đông Nam Bộ genoemd.
Hàng Gòn ligt aan de Quốc lộ 56, de weg die Quốc lộ 1A bij Long Khánh met Bà Rịa verbindt.